# Deltoïde

Constructie van een deltoïde

De deltoïde is een kromme in het platte vlak die ontstaat door een kleine cirkel met straal {\displaystyle r} binnenin een grotere cirkel met een straal {\displaystyle R} te laten wentelen, die drie keer zo groot is als de straal van de kleine cirkel: {\displaystyle R=3r}. De deltoïde is een cycloïde, een hypocycloïde. De naam deltoïde komt van de Griekse letter delta Δ.

## Vergelijkingen
De deltoïde kan, zoals alle krommen, door een vergelijking worden beschreven. Als de oorsprong het middelpunt is van de grote cirkel met straal {\displaystyle 3a} en {\displaystyle x(0)=3a} geldt voor {\displaystyle t\in (-\pi ,\pi ]}:

### Parametervergelijking
De parametervergelijking van de deltoïde wordt gegeven door:
{\displaystyle x=2a\cos(t)+a\cos(2t)}
{\displaystyle y=2a\sin(t)-a\sin(2t)}
waarin {\displaystyle a} de straal is van de kleine cirkel.

### Complexe coördinaten
De parametervergelijking in complexe coördinaten wordt gegeven door:
{\displaystyle z=2ae^{it}+ae^{-2it}}

### Cartesiaanse coördinaten
De cartesiaanse vergelijking voor de deltoïde luidt:
{\displaystyle (x^{2}+y^{2})^{2}+18a^{2}(x^{2}+y^{2})-27a^{4}=8a(x^{3}-3xy^{2})}
waarmee het een algebraïsche kromme van de vierde graad is. Deze vergelijking kan worden afgeleid door de parameter {\displaystyle t} uit de parametervoorstelling te elimineren.

## Kenkerken
- De deltoïde bezit drie singulariteiten, corresponderend met de punten {\displaystyle t=0} en {\displaystyle t=\pm {\tfrac {2}{3}}\pi }.
- De oppervlakte van het gebied binnen een deltoïde is in overeenstemming met de oppervlakte voor een hypocycloïde {\displaystyle A_{3}={\tfrac {2}{9}}\pi a^{2}}.
- De booglengte van de deltoïde wordt gegeven door {\displaystyle S(t)={\tfrac {16}{9}}\sin ^{2}\left({\tfrac {3}{4}}t\right)}.

## Websites
- MathWorld. Deltoid.